# Championnat d'Union soviétique de football 1950
Navigation
Saison 1949 Saison 1951
La saison 1950 de Klass A est la 12e édition du championnat de première division en Union soviétique. Dix-neuf clubs sont regroupés au sein d'une poule unique où ils se rencontrent deux fois dans la saison, à domicile et à l'extérieur. En fin de saison, pour permettre le passage du championnat de 19 à 15 clubs, les 6 derniers du classement sont relégués et les deux meilleurs clubs de deuxième division sont promus.
C'est le club du CDKA Moscou qui remporte le championnat après avoir terminé en tête du classement final avec 3 points d'avance sur le tenant du titre, le Dynamo Moscou et 6 sur le Dynamo Tbilissi. Il s'agit du 4e titre de champion d'Union soviétique de l'histoire du club.

## Clubs participants
- Promu de deuxième division

| Club                      | Présent depuis | Classement 1949 | Entraîneur                |
| ------------------------- | -------------- | --------------- | ------------------------- |
| Dinamo Moscou             | 1936           | 1er             | Viktor Doubinine (en)     |
| CDKA Moscou               | 1936           | 2e              | Boris Arkadiev            |
| Spartak Moscou            | 1936           | 3e              | Abram Dangoulov (ru)      |
| Torpedo Moscou            | 1938           | 4e              | Konstantin Kvachnine (en) |
| Zénith Léningrad          | 1938           | 5e              | Gueorgui Lassine (en)     |
| Dinamo Tbilissi           | 1936           | 6e              | Mikhail Yakushin          |
| Dynamo Kiev               | 1936           | 7e              | Ievgueni Fokine (en)      |
| VVS Moscou                | 1947           | 8e              | Gaioz Jejelava (en)       |
| Dinamo Léningrad          | 1936           | 9e              | Mikhaïl Boutoussov (en)   |
| Krylia Sovetov Kouïbychev | 1946           | 10e             | Aleksandr Abramov (ru)    |
| Lokomotiv Moscou          | 1948           | 11e             | Gavriil Kachalin          |
| Lokomotiv Kharkov         | 1949           | 12e             | Gavril Poutiline          |
| Torpedo Stalingrad        | 1938           | 13e             | Alekseï Kostylev (en)     |
| Neftianik Bakou           | 1949           | 14e             | Mikhaïl Tchourkine        |
| Dinamo Minsk              | 1941           | 15e             | Lev Kortchebokov (en)     |
| Dinamo Erevan             | 1949           | 16e             | Gleb Riabikov             |
| Daugava Riga              | 1949           | 17e             | Ievgueni Ieliseïev        |
| Chakhtior Stalino         | 1949           | 18e             | Viktor Novikov (ru)       |
| Spartak Tbilissi          | 1950           | 1er (D2)        | Andreï Jordania (ru)      |

### Changements d'entraîneurs
| Club             | Entraîneur partant       | Date de départ | Entraîneur arrivant   | Date d'arrivée |
| ---------------- | ------------------------ | -------------- | --------------------- | -------------- |
| Dinamo Moscou    | Mikhail Yakushin         | mai 1950       | Viktor Doubinine (en) | mai 1950       |
| Dinamo Tbilissi  | Alekseï Sokolov (ru)     | juillet 1950   | Mikhail Yakushin      | août 1950      |
| Zénith Léningrad | Konstantin Lemechev (en) | septembre 1950 | Gueorgui Lassine (en) | septembre 1950 |

## Compétition

### Classement
Le barème de points servant à établir le classement se décompose ainsi :
- Victoire : 2 points
- Match nul : 1 point
- Défaite : 0 point